# Rehijar
Rehijar (? - 456.) bio je svevski kralj Galicije, poznat kao prvi katolik među germanskim kraljevima, odnosno prvi germanski vladar koji je kovao novac sa svojim likom. Bio je sin poganskog kralja Rehile, a vjeruje se kako su ga prije stupanja na prijestolje pokrstili hispanorimski misionari. Suvremeni povjesničari navode kako je ta odluka bila politički motivirana, odnosno da je on njome nastojao steći saveznike među lokalnim hispanorimskim stanovnicima u borbi za dominaciju nad Pirinejski poluotokom. U svakom slučaju, njegov primjer nisu slijedili njegovi sunarodnjaci, koji su, prema svjedočenju biskupa Hidacija ostali pogani; Hidacije ga također opisuje kao ratobornog vladara koji nije previše mario za kulturu niti poštovao rimsko pravo.
Oženio se za vizigotsku princezu, kćer kralja Teodorika I. Od 448. je poduzeo niz pohoda protiv Baska i na sredozemnu obalu Hispanije, pri čemu je kao saveznike koristio Bagaude, odnosno pobunjene seljake. Godine 455. je po nalogu zapadnorimskog cara Avita na njega pohod pokrenuo vizigotski kralj Teodorik II., a u kome su sudjelovali i Franci i Vizigoti. Svevska je vojska poražena 5. listopada 456. kraj Astorge; Rehijar je pobjegao na zapad, ali je u prosincu uhićen i pogubljen. Njegova je smrt dovela do raspada svevske države na nekoliko suprotstavljenih klanova. Formalno ga je naslijedio vizigotski velmoža Aioulf, odnosno svevski plemić Maldras.